# 3067 Akhmatova
För andra betydelser, se Akhmatova.
3067 Akhmatova eller 1982 TE2 är en asteroid i huvudbältet som upptäcktes den 14 oktober 1982 av den rysk-sovjetiska astronomen Ljudmila Karatjkina och den rysk-sovjetiska och ukrainska astronomen Ljudmila Zjuravljova vid Krims astrofysiska observatorium på Krim. Den har fått sitt namn efter den ryska poeten Anna Achmatova.
Asteroiden har en diameter på ungefär sex kilometer.